# Сентру-ду-Гильерми

Сентру-ду-Гильерми на карте штата.

Сентру-ду-Гильерми (порт. Centro do Guilherme) — муниципалитет в Бразилии, входит в штат Мараньян. Составная часть мезорегиона Запад штата Мараньян. Входит в экономико-статистический микрорегион Гурупи. Население составляет 12 565 человек на 2010 год. Занимает площадь 1167,848 км². Плотность населения — 10,76 чел./км².

## Демография
Согласно сведениям, собранным в ходе переписи 2010 г. Национальным институтом географии и статистики (IBGE), население муниципалитета составляет:
| Полное население                               | Полное население                               | Полное население                               | Полное население                               | 12 565 |
| ---------------------------------------------- | ---------------------------------------------- | ---------------------------------------------- | ---------------------------------------------- | ------ |
| в том числе:                                   | Городское население                            | 7072                                           | Процент городского населения, %                | 56,28  |
|                                                | Сельское население                             | 5493                                           | Процент сельского населения, %                 | 43,72  |
|                                                | Мужское население                              | 6641                                           | Процент мужского населения, %                  | 52,85  |
|                                                | Женское население                              | 5924                                           | Процент женского населения, %                  | 47,15  |
| Плотность населения, чел/км²                   | Плотность населения, чел/км²                   | Плотность населения, чел/км²                   | Плотность населения, чел/км²                   | 10,76  |
| Население муниципалитета в % к населению штата | Население муниципалитета в % к населению штата | Население муниципалитета в % к населению штата | Население муниципалитета в % к населению штата | 0,19   |

По данным оценки 2016 года, население муниципалитета составляет 13 015 жителей.

## Статистика
- Валовой внутренний продукт на 2003 год составляет 12 474 897,00 реалов (данные: Бразильский институт географии и статистики).
- Валовой внутренний продукт на душу населения на 2003 год составляет 1879,03 реалов (данные: Бразильский институт географии и статистики).
- Индекс развития человеческого потенциала на 2000 год составляет 0,484 (данные: Программа развития ООН).

## Важнейшие населенные пункты
| № | Населённый пункт   | Населённый пункт (порт.) | Категория | Население чел. (2010) | На карте                       |
| - | ------------------ | ------------------------ | --------- | --------------------- | ------------------------------ |
| 1 | Сентру-ду-Гильерми | Centro do Guilherme      | город     | 7072                  | 2°27′05″ ю. ш. 46°02′16″ з. д. |
| 2 | Лиман              | Limão                    | поселок   | 1568                  | 2°13′46″ ю. ш. 46°08′58″ з. д. |
| 3 | Лагу-Азул          | Lago Azul                | поселок   | 741                   | 2°25′48″ ю. ш. 46°13′33″ з. д. |
| 4 | Седрал             | Cedral                   | поселок   | 199                   | 2°27′06″ ю. ш. 46°08′21″ з. д. |